# Chinampalli, Bagepalli
Chinampalli là một làng thuộc tehsil Bagepalli, huyện Kolar, bang Karnataka, Ấn Độ.